# 前田氏

## 简介
前田氏是日本战国时期至江户时代极具影响力的一個武士家族，其中以加贺前田家最为著名。

## 起源
1. 源出藤原氏美濃前田家：藤原利仁的後代。前田玄以更成為豐臣秀吉政權下五奉行之一。後來因關原之戰支持西軍被德川家康改易。
2. 源出尾張前田家：尾張前田家每代自稱為與十郎，安土桃山時代以後仕奉加賀藩。
3. 源出尾張荒子前田家：自稱藏人，自前田利家繼承此家系後，被納入加賀前田家。戰國時代是織田信長的家臣，立下不少戰功。江戶時代成為加賀藩藩主，石高收入是119萬石，冠絕所有大名。
4. 源出加賀前田家：尾張國愛知郡土豪，家紋加賀梅鉢。

## 战国时期
- 前田利家（1538–1599）是前田家的奠基人，原为织田信长家臣，勇猛果敢，曾在桶狭间之战、长筱之战等著名战役中立下战功。信长死后，利家转而支持丰臣秀吉，成为其重要大名之一。利家在丰臣政权下被赐予加贺、能登、越中三国（大致是今天的石川县和富山县），形成加贺百万石的封地，是除德川家外最为强大的外样大名。

## 江户时代
- 江户幕府建立后，前田家作为“外样大名”，始终维持与德川家的微妙关系。其领地被称为“加贺藩”，是日本最大藩国之一，拥有约100万石的经济实力。虽然位高权重，但前田家始终保持低调，避免与幕府正面冲突，确保了家族的长久安定。

## 明治维新时期
- 幕末时期，加贺前田家虽然属幕府体制，但也参与了一定程度的维新运动。明治维新后，废藩置县，前田家失去封建领地，但被列入日本新贵族体系，成为侯爵（华族）。

加賀梅鉢

## 歷代名人
- 前田玄以（1539年－1602年7月9日），日本戰國時代武將，織田信長家臣。豐臣秀吉設置的五奉行之一，丹波龜山藩初代藩主。
- 前田利家（1539年1月15日－1599年4月27日），日本戰國時代武將。
- 前田利益（1533年－1612年），日本戰國時代中後期的名將